# Forteresse de Diaoyu
La forteresse de Diaoyu (chinois simplifié : 钓鱼城 ; chinois traditionnel : 釣魚城 ; pinyin : diàoyú chéng ; litt. « Fort de la pêche à la ligne ») est une forteresse de la dynastie Song du Sud, située dans l'actuel District de Hechuan, à Chongqing, en Chine.
Il est classé dans la 4e liste des sites historiques et culturels majeurs protégés au niveau national du 26 novembre 1996, au niveau de Chongqing, sous le numéro de catalogue 55.
L'empereur mongol, Möngke khagan, y meurt en 1259, lors de son siège.

## Galerie

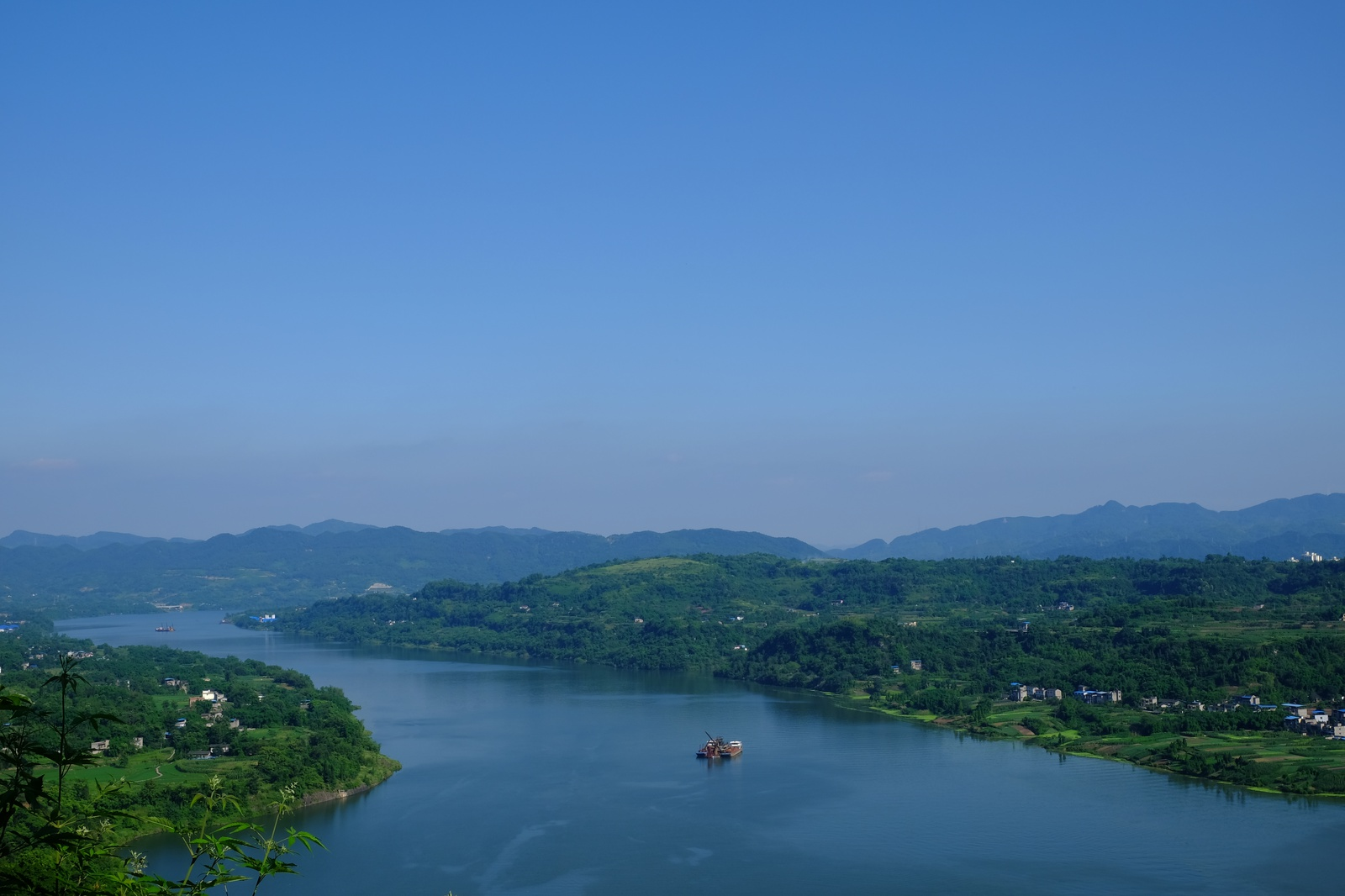
Vue sur la rivière depuis la forteresse
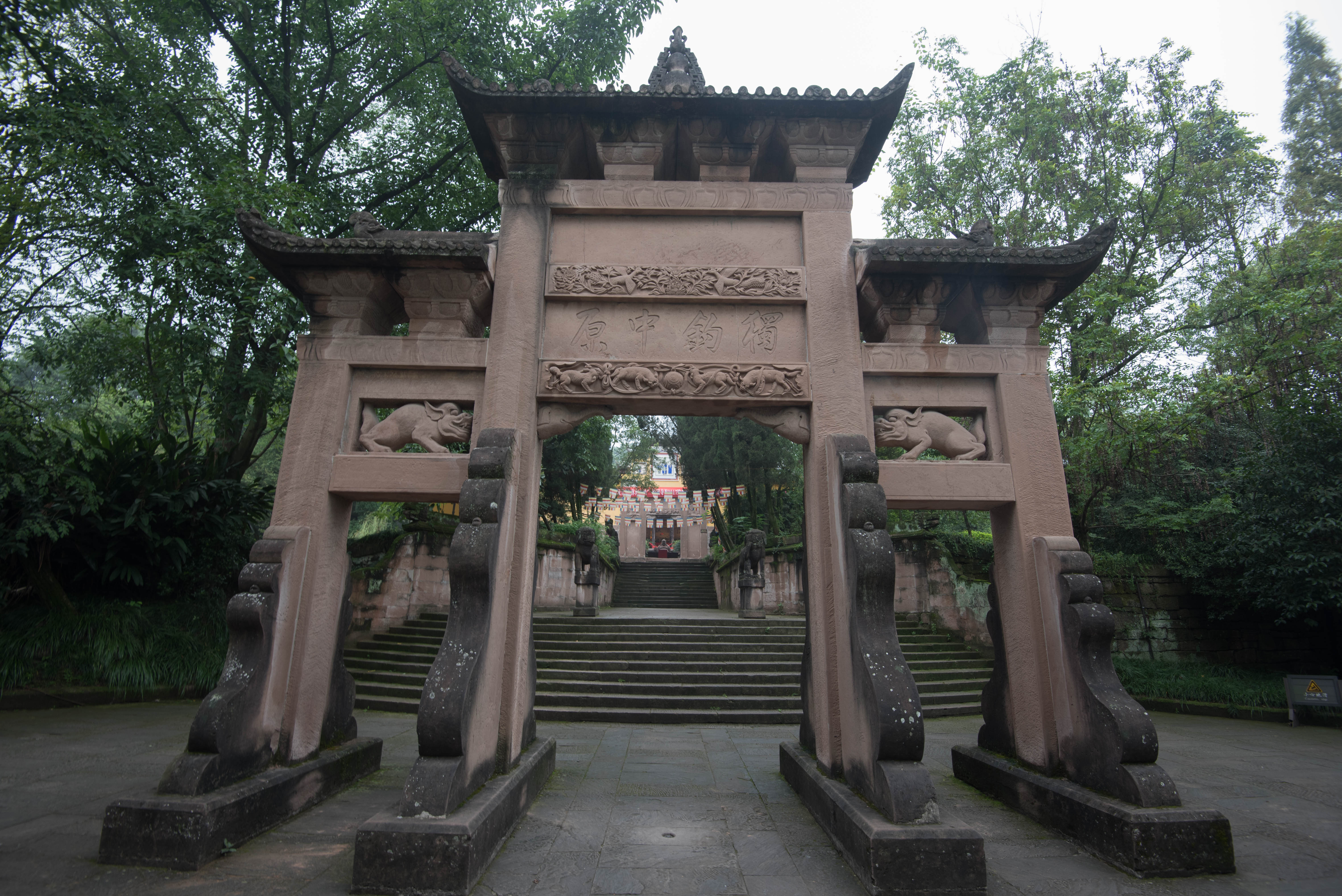
Païfang
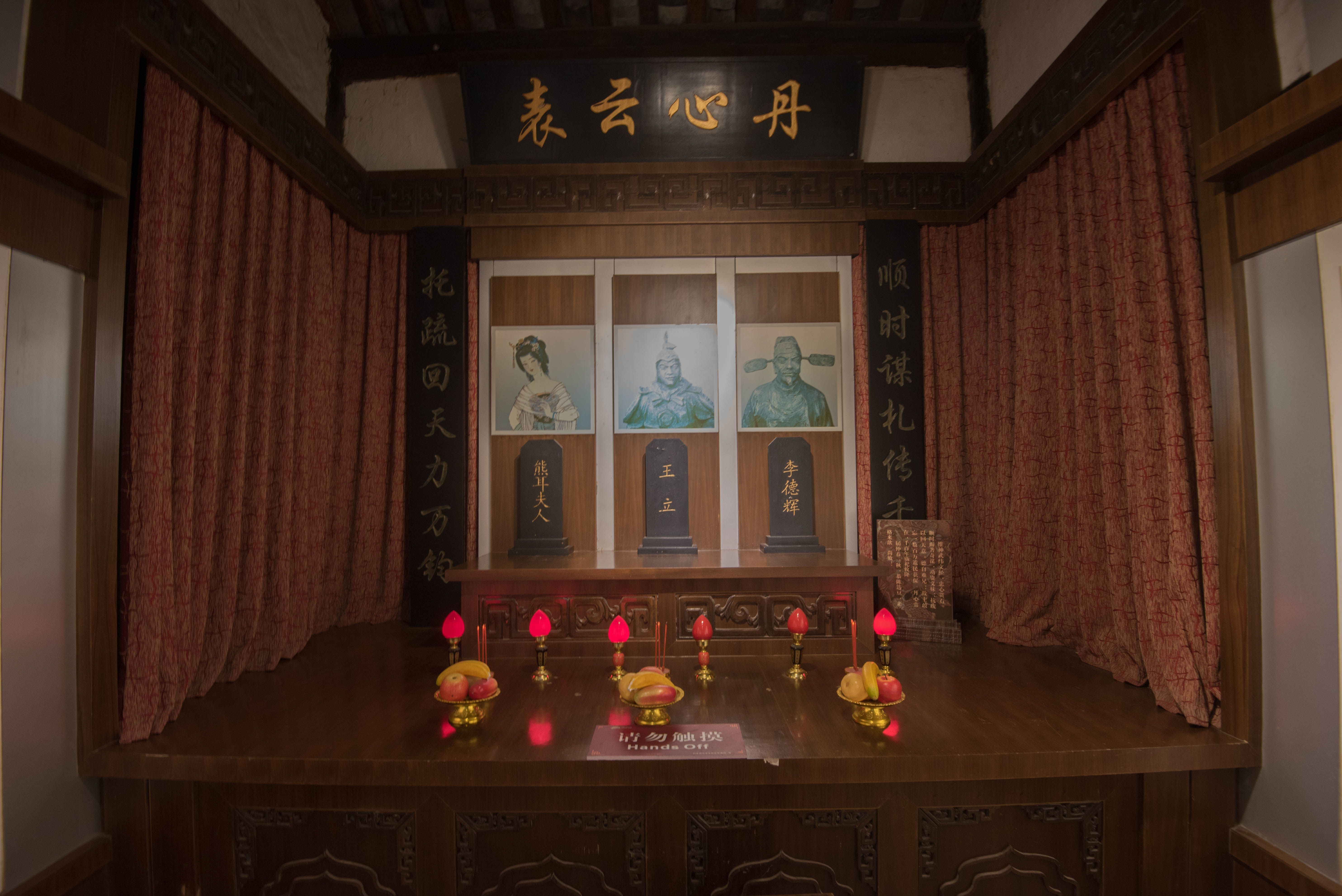
Autel du culte des ancêtres
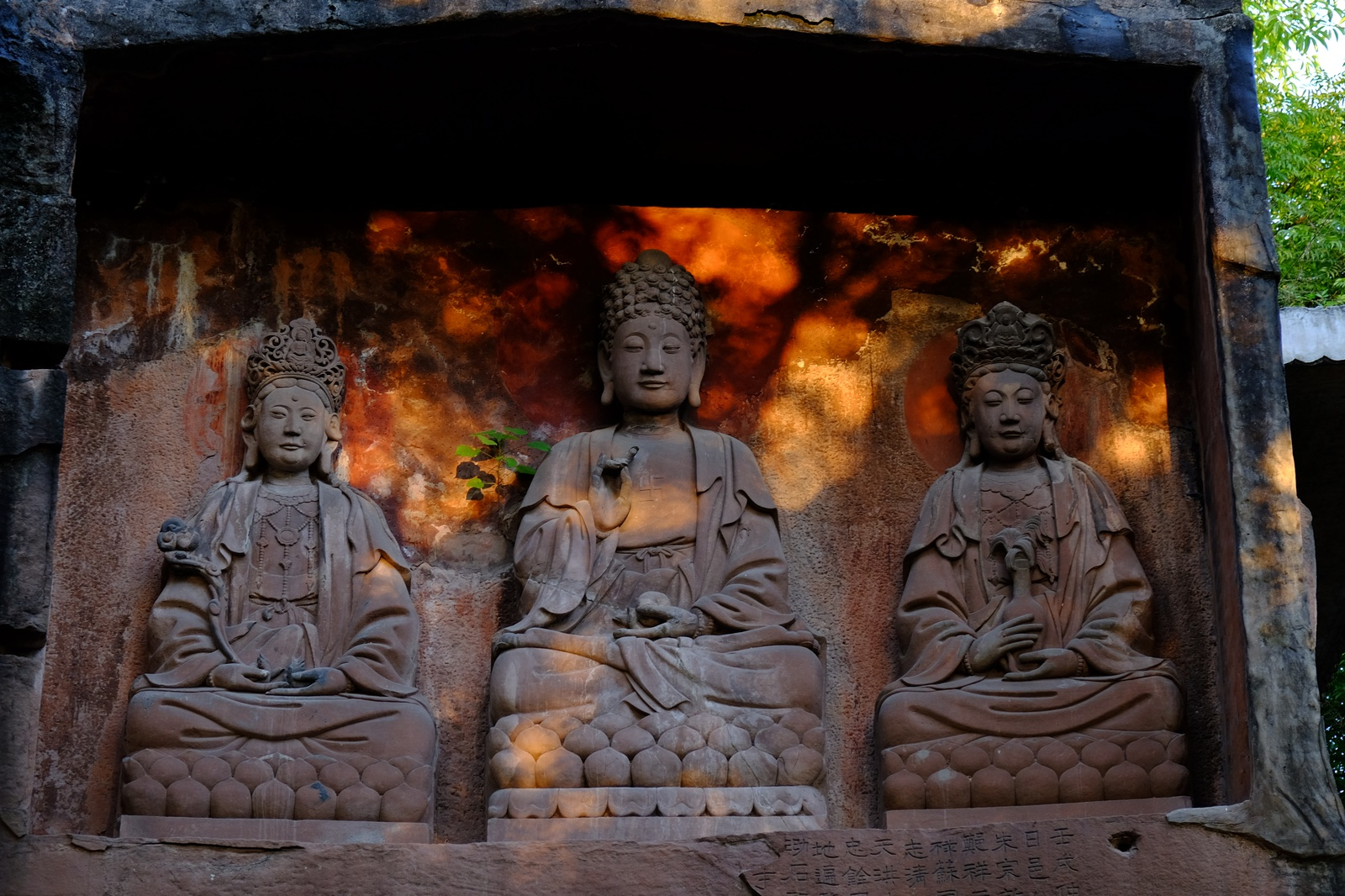
Autel bouddhiste
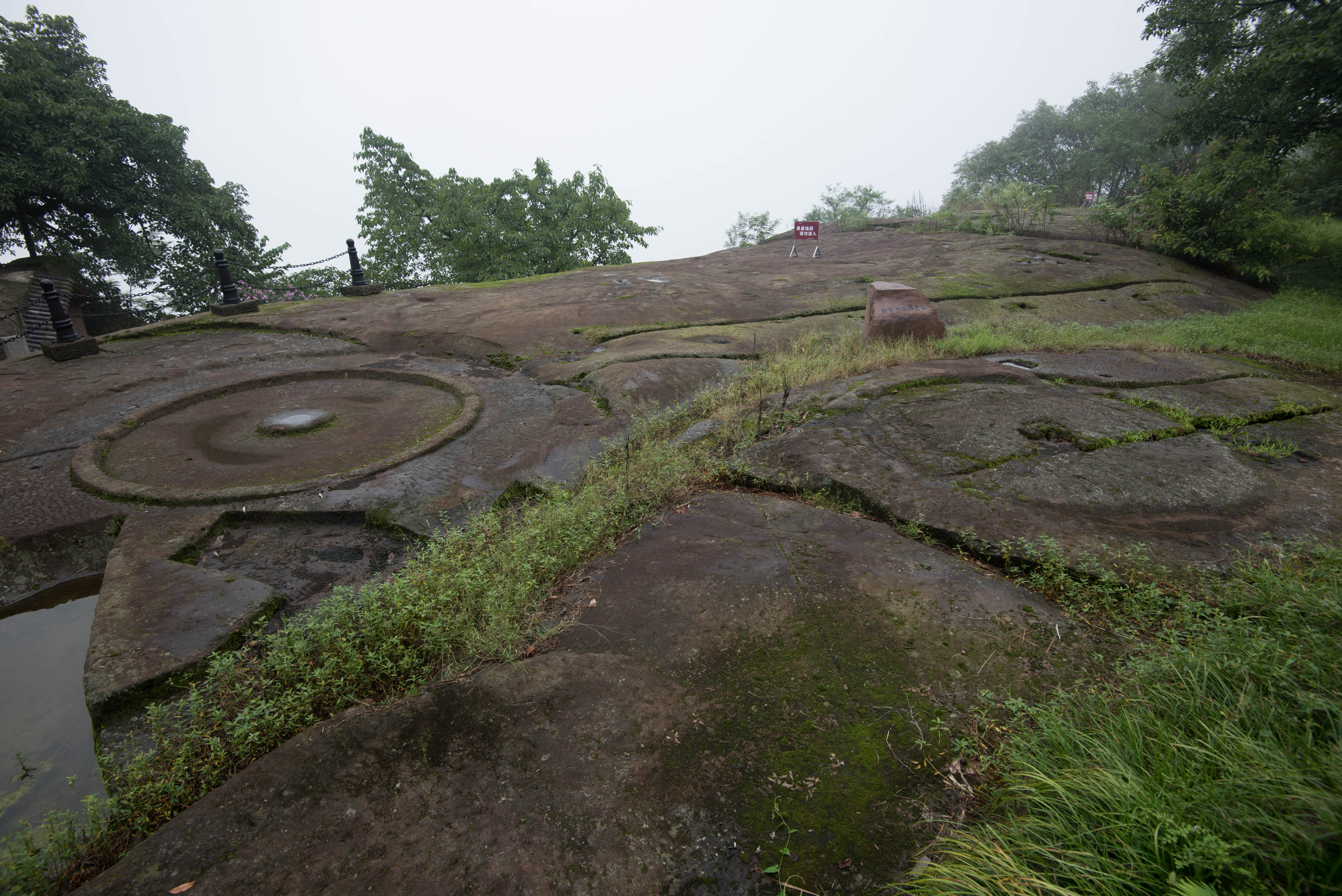
terrasse